# Masumi Miyai
Masumi Miyai (* 4. September 1958 in Kobe, Japan; † 15. April 2019 in Düsseldorf) war eine japanische Künstlerin.
Miyai war Meisterschülerin bei Günther Uecker an der Kunstakademie Düsseldorf. In ihrem Schaffen dialogiert sie mit den Naturwissenschaften. Ihre Werke stellte sie unter anderem in Deutschland, Österreich und den Vereinigten Staaten (so z. B. im Bostoner TransCultural Exchange) aus. 1991 nahm sie u. a. am Internationalen Künstlersymposion im Fort Kugelbake teil.

## Ausstellungen (Auswahl)
- 1983: Natur, Zeichen, Raum. Gruppenausstellung. Skulpturenpark Seestern, Düsseldorf.[4]
- 1985: Steine. Galerie Tschudi. (Teilnahme an Gruppenausstellung)[5]
- 1988: Radikale Plastik, Öffentlicher Raum Wien, Transcult[6]
- 1989: Reverse Angle, Transcult, Ludwig Drum Factory, Kunsthalle Exnergasse (Gruppenausstellung)[6]
- 1990: CULTObjekte, Cult Galerie, Salzburger Kunstverein, Kunstverein Laibach, Klapperhof[6]
- TransCultural Exchange, Boston.[2]